# 子雅
子雅（？—？），姜姓，栾氏，名灶，字子雅，齊惠公之孫、公子堅（字子欒）之子。以父親字為氏，所以為欒氏（齊惠公之後代）始祖，又為子雅氏的始祖。中國春秋時期齊國的大夫。
前545年，鮑國、子尾、子雅、田須無等攻滅慶氏，慶封出奔魯國。由此高、欒二氏興起，得到齊景公寵信。
前544年，因為高止自恃高氏勢大，喜好領功，為人專橫，不為大夫們接受。子雅遂與堂兄弟子尾聯手放逐高止，高止出奔北燕。因為子尾害怕大夫閭丘嬰成為禍害，遂使計害死閭丘嬰，趕走閭丘嬰黨羽，逐走群公子。
前540年，韓起到訪齊國，子雅召來兒子欒施拜見韓起，韓起說欒施並不像一個臣子，不能保住家族。子尾也讓兒子高彊拜見韓起，韓起也說出對欒施一樣的評語。眾大夫都取笑韓起，只有晏嬰認為韓起是一個君子，君子心誠，他的判斷是有根據的。後來，高、欒二氏果然如韓起所言在欒施與高彊主理下被逐出齊國。
子尾與子雅身為公族大夫，他們的影響力在齊國非常大，當欒灶在539年十月逝世後，晏嬰曾斷言子旗死了、姜氏衰弱。媯氏（即田氏）將興，二惠競爽（二氏皆齊惠公之後代）的局面猶可，現子雅已去，姜氏面臨滅亡的危機 。由此可見，高、欒二家公族影響力極大，能支撐姜氏的國君。其子欒施繼承欒氏的勢力。